# Curicó
Curicó è una città del Cile centrale che si trova nella Regione di Maule, è capoluogo della provincia omonima e conta 100 000 abitanti circa. La città è localizzata circa 194 km a sud della capitale Santiago nel mezzo di una rigogliosa regione vinicola. Fondata nel 1743 con il nome San José de Buena Vista da José Antonio Manso de Velasco, la città fu ricostruita nel 1928 dopo un violento terremoto.

## Etimologia
Il nome della città deriva dal termine kūrēkō della lingua Mapudungun (una lingua araucana) che significa "acque scure"; originariamente significava "terra dalle acque scure".

## Storia e geografia
La città fu fondata il 9 ottobre del 1743, dall'allora governatore del regno del Cile Don José Antonio Mite di Velasco. Curicò in lingua mapuche vuole dire "acqua nera". A 200 metri sul livello del mare, è capitale provinciale con una popolazione comunale che si stima in 114 000 abitanti, (più del 70 percento ubicata nella città stessa, distribuite in 1328,8 km², quello che rappresenta il 18.2 percento del territorio provinciale, ed al 4.4 percento del territorio regionale. Curicó ottenne il titolo di città in 1830.
Oggi è centro di comunicazioni, fornitura e transazioni commerciali di agroindustrie vicine, quello che si rivela nella sua attrattiva e galleggiante nucleo commerciale. La Provincia di Curicó conta su gran varietà di paesaggi naturali ed altri posti di attrazione culturale. La Plaza de armas è una delle più belle del Cile, dichiarata Zona Tipica nel 1986, è conosciuta come Piazza delle Palme, per i suoi 60 esemplari di Phoenix canariensis che la circondano. Ha un gran chiosco di ferro fuso, lavorato allo stile di New Orleans costruita in Santiago in 1805. Possiede, inoltre, una gran quantità di alberi centenari classificati ed acquasantiere con sculture di artisti nazionali, veda monumenti e sculture.
Nell'angolo ponente stanno i muri dell'antica Chiesa Madre, danneggiata per il terremoto del 1985, oggi in ricostruzione. A sud della Piazza di Armi si trova la Chiesa della Carmen che possiede tre grandi imbarcazioni, sottolineando la sua imbarcazione centrale di cannone spostato, decorata con colonne e capitelli scolpiti in pietra. Più a oriente, ed attraversando il Pioppeto, si trova la Chiesa San Francisco, appartenente all'ordine francescana; il convento si alzò originalmente nel 1731 in un settore chiamato Convento Vecchio. Di fronte alla Piazza di Armi, si trovano gli uffici del Diario La Stampa, uno dei più antichi del Cile, fondato nel 1898.